# Atanatos
Atanatos ist eine Thrash-Metal-Band, die Ende 1993 in Jena, Deutschland, gegründet wurde.

## Geschichte
Unter dem Namen Anus Praeter wurde Atanatos im Jahre 1993 gegründet. Sie konnten schnell regionalen Erfolg verbuchen und bereits nach kurzer Zeit ihren Bekanntheitsgrad überregional ausweiten. Nachdem sie zwei Demokassetten veröffentlicht hatten, zeigten mehrere Label Interesse. Letztendlich unterschrieb die Band einen Vertrag bei Last Episode. Nachdem 1999 das zweite Album veröffentlicht worden war, hörte man lange nichts von Atanatos. In dieser Zeit tourten sie mit vielen namhaften Bands wie Sodom, Disbelief, Ektomorf, Die Apokalyptischen Reiter und Eisregen. Außerdem spielten sie auf bedeutenden Festivals wie dem Party.San, Metal To The Metals und From Beyond. Ihre Aktivitäten wurden in Zeitungen wie dem Rock Hard, Metal Hammer und Sonic Seducer positiv betrachtet. Im Jahre 2002 trennten sich Atanatos von ihrem Label Last Episode und legten eine mehrjährige Schaffenspause ein. In dieser Zeit entstand in Eigenproduktion das dritte Album Beast Awakening. Anfang 2006 unterschrieb die Band einen Vertrag mit dem Label Metal Axe Records.

## Diskografie
- 1994: Quem Pastores Laudavere (Demo)
- 1995: Ancient Blood (Demo)
- 1997: Thuringian Circle (Split-7” mit Impending Doom)
- 1997: Assault of Heathen Forces (EP)
- 1998: The Oath of Revenge
- 1998: Castle in the dark 7" inch Picture Single
- 1999: Devastation – The Third Attack
- 2006: Beast Awakening